# Drahůnky
Drahůnky je část města Dubí v okrese Teplice. Nachází se na východě Dubí. V roce 2009 zde bylo evidováno 117 adres. V roce 2011 zde trvale žilo 328 obyvatel.
Drahůnky je také název katastrálního území o rozloze 2,42 km2.

## Historie
Nejstarší písemná zmínka pochází z roku 1537.

## Obyvatelstvo
|                                                               | 1869 | 1880 | 1890 | 1900  | 1910  | 1921  | 1930  | 1950 | 1961 | 1970 | 1980 | 1991 | 2001 | 2011 |
| ------------------------------------------------------------- | ---- | ---- | ---- | ----- | ----- | ----- | ----- | ---- | ---- | ---- | ---- | ---- | ---- | ---- |
| Obyvatelé                                                     | 282  | 384  | 681  | 1 121 | 1 310 | 1 211 | 1 172 | 575  | 493  | 81   | 58   | 303  | 283  | 328  |
| Domy                                                          | 45   | 48   | 60   | 83    | 98    | 101   | 105   | 111  | .    | 16   | 15   | 82   | 83   | 89   |
| Počet domů z roku 1961 je zahrnut v domech místní části Dubí. |      |      |      |       |       |       |       |      |      |      |      |      |      |      |